# Florian Irminger
Florian Irminger, né à Zurich en 1983, est un militant des droits de l'homme, également connu pour son travail au sein de l'organisation non gouvernementale « Stop suicide ». 

## Biographie
Il est né à Zurich, a habité à Boston et vit à Genève. Florian Irminger a été nommé en 2011 par L'Hebdo comme l’une des 100 personnalités qui font la Suisse romande.
Irminger a été membre du comité d’initiative de l'initiative populaire fédérale « Pour la protection face à la violence des armes » refusée par le peuple et les cantons suisses le 13 février 2011. Il a fait campagne parce que « nous ne pouvons accepter qu'en Suisse l'arme à feu soit la première méthode de suicides des jeunes hommes et que ceux-ci meurent par suicide ou accident de la circulation routière, tout en sachant que dans de nombreux pays la réduction de l'accessibilité aux armes à feu a permis de diminuer le nombre de suicides. Nous ne pouvons pas croire qu'un jeune qui pense à se suicider ne peut trouver de l'aide et que, si nous réussissons à rendre le passage à l'acte moins aisé, nous ne pourrions sauver une vie ».
Irminger travaille à la Human Rights House Foundation, organisation non gouvernementale dont il est le responsable du lobbying international et du bureau genevois. Avant cela, il a présidé la maison des associations. Irminger est également membre de la commission consultative de l’égalité entre homme et femme du canton de Genève.
Membre des Verts suisses, il fait partie des élus de l’Assemblée constituante de Genève, en militant notamment pour l’octroi des droits politiques cantonaux aux étrangers, la parité des hommes et des femmes dans les institutions et la réconciliation entre l’économie et l’écologie. Il siège dans la Commission des droits politiques et dans la Commission de rédaction. Il a été candidat au Conseil national le 19 octobre 2003.

## Articles
- “La nouvelle loi genevoise sur les manifestations est liberticide”, Le Temps, 24 juin 2011
- "Les constituants ont le temps", Le Temps, 11 mai 2009
- "Impact de l'examen périodique universel", avec Patrick Mutzenberg, "Plädoyer", 27 (2009), no 3, p. 52-55
- "Pour une politique de prévention du suicide en Suisse", avec Marie Lièvre, "Les cahiers de la prévention du suicide", 3 (2009)
- "Un homme, une femme au sein des autorités", avec Marguerite Contat-Hickel, Le Temps, 16 octobre 2008
- "Le suicide des jeunes peut être facilité par une arme à la maison", Le Temps, 21 juin 2006
- "Armes en libre accès : situation dangereuse", "Plädoyer", 2007, no 6
- "Le suicide, un fléau ignoré par la loi", "Plädoyer", 2005, no 4